# Świętość
Świętość (hebr. ‏קֹדֶשׁ‎ (qodesz) – od hebr. ‏קדוש‎ (qadosz – święty), gr. ἅγιος (hágios)) – stan konsekracji (łac. sacrum), w sensie oddzielenia od łac. profanum, czyli od powszedniego świata. Świętość oznacza oddzielenie od (kogoś lub czegoś) dla (kogoś lub czegoś). Jest także rozumiana jako czystość – moralna bądź duchowa nieskazitelność. Świętość w sensie moralnym jest pochodną pierwotnego znaczenia ontologicznego i kultycznego. Pojęcie świętości występuje w wielu religiach. W chrześcijaństwie ma silne powiązanie z doskonałą miłością (por. 1 Kor 13).

## W Biblii

### Stary Testament
Świętość była wyłącznym atrybutem Boga, oznaczała Jego wielkość, majestat i transcendencję. Była w jakimś sensie tożsama z chwałą. Miejsca związane z Bogiem były święte. Ludzie byli powołani do udziału w świętości Boga: Świętymi bądźcie, bo Ja jestem Święty (Kpł 11,45; por. Wj 22,30). U proroków Bóg przedstawiony jest jako święty: Oz 11,9; trzykroć święty: Iz 6,3. Świętość Boga przejawia się w Jego wierności, łaskawości i miłości: Pwt 7,9; Iz 54,4-10, objawia się narodom: Ez 38,23.

### Nowy Testament
Nowy Testament w wielu miejscach naucza o świętości: np. 
- ...w całym postępowaniu stańcie się wy również świętymi na wzór Świętego, który was powołał, gdyż jest napisane: Świętymi bądźcie, bo Ja jestem święty. (1P 1,15-16);
- ...Ten zaś czyni to dla naszego dobra, aby nas uczynić uczestnikami swojej świętości. (Hbr 12,10);
- Słyszeliście przecież o Nim i zostaliście pouczeni w Nim – zgodnie z prawdą, jaka jest w Jezusie, że – co się tyczy poprzedniego sposobu życia – trzeba porzucić dawnego człowieka, który ulega zepsuciu na skutek zwodniczych żądz, odnawiać się duchem w waszym myśleniu i przyoblec człowieka nowego, stworzonego według Boga, w sprawiedliwości i prawdziwej świętości. (Ef 4,21-24)
- O świętości mowa jest także w listach do Tesaloniczan: 1 Tes 4,1-12; 1 Tes 3,12-13.

## Świętość w chrześcijaństwie

### Katolicyzm
O powołaniu do świętości dostępnej dla wszystkich przypomniał Sobór Watykański II w konstytucji dogmatycznej o Kościele Lumen gentium 39-42, wskazując, że ponieważ polega ona na miłości Boga i bliźniego, wszyscy w Kościele są powołani do świętości i mogą ją osiągnąć. Świętość winna być rozumiana jako coś całkowicie „powszechnego” w Kościele. Bóg daje ją obficie poprzez łaskę, niezależnie od stanu życiowego, wykonywanego zawodu i stanowiska.
Prekursorem tego nauczania Soboru był m.in. św. Josemaría Escrivá de Balaguer, założyciel Opus Dei. Dało to początek narodzinom wielu nowych ruchów i wspólnot dla świeckich.

#### Dążenie do świętości
Aby być świętym, należy rozwinąć w sobie do doskonałości cnoty, oraz – dzięki łasce wiary – kochać mocno Boga i pragnąć zjednoczenia z Nim.
Świętość osiąga się więc dzięki Bogu i jego pomocy (łasce), ale poprzez własny wysiłek, stanowiący odpowiedź na tę łaskę.
Dążenie do świętości może wyglądać różnie dla różnych ludzi. Wiąże się to z różnorodnymi powołaniami w Kościele. Świętość więc to realizacja własnego, indywidualnego powołania. Czym innym jest świętość Papieża, czym innym księdza, siostry zakonnej, a czym innym osoby świeckiej, żyjącej np. w małżeństwie.
W praktyce dla osoby dążącej do świętości ważne powinny być następujące aspekty życia chrześcijańskiego:
- wytrwała praca nad sobą, dążąca do wykorzenienia wad i grzechów, a zakorzeniania cnót ludzkich i nadprzyrodzonych,
- dobrze wykonywana praca i codzienne obowiązki (dla świeckich praca zawodowa, dla osób konsekrowanych i księży zadania ich stanu)
- apostolstwo, czyli dzielenie się radością wiary i przybliżanie innych ku Bogu,
- wytrwałe znoszenie życiowych przeciwności i niesienie własnego Krzyża. "Jeśli kto chce pójść za Mną, niech się zaprze samego siebie, niech weźmie krzyż swój i niech Mnie naśladuje!" (Mk 8, 34)[5].

### Prawosławie
W teologii Kościołów Wschodnich, realnie możliwe, a nawet konieczne jest uczestnictwo człowieka w tego rodzaju świętości. Mowa tu jest o przebóstwieniu człowieka, co jest mocno akcentowane w tekstach Ojców Kościoła tak Wschodnich jak Zachodnich ("Bóg stał się człowiekiem, aby człowiek mógł stać się bogiem").

## Świętość jako przebóstwienie w ujęciu Christopha Schönborna
Christoph Schönborn zwrócił uwagę, że w epoce patrystycznej przebóstwienie, tzn. podniesienie człowieka do poziomu życia Bożego było jednym z najwyrazistszych twierdzeń orędzia chrześcijańskiego. Słynna formuła Atanazego Wielkiego o Wcieleniu:Bóg stał się człowiekiem, aby człowiek mógł stać się Bogiem była powtarzana przez różnych autorów w ciągu wieków aż do średniowiecza i czasy nowożytne. Podobnie wyrażał się Bazyli Wielki: Kraniec wszelkich pragnień, aby stać się Bożym. Jednak począwszy od XIX w. zaczęto krytykować tę zasadę, posądzając ją o hellenizację chrześcijaństwa ze szkodą dla chrześcijańskiego moralizmu. Tak Adolf Harnack i jego uczniowie. Niektórzy współcześni autorzy, jak Hans Küng idą o krok dalej, dodając, że należy raczej dążyć do uczłowieczenia człowieczeństwa niż do jego przebóstwienia. Jednak ani człowieczeństwo, ani przebóstwienie nie są dążeniami przeciwnymi sobie, patrząc na osobę Chrystua, który, poprzez swoje wcielenie okazał doskonałość człowieczeństwa -Perfectus Deus, perfectus homo (doskonały Bóg, doskonały człowiek).
Według kard. Schönborna przebóstwienie jest nadal aktualne w naszych czasach, należy jedynie pragnąć go we właściwy sposób. Wtedy nie niszczy ludzkiej natury lecz ją podnosi, zgodnie ze stwierdzeniem Anastazego Synajskiego:

Przebóstwienie jest wyniesieniem ku lepszemu; to nie jest zubożenie ani zmiana natury.

 Stąd, chociaż grozi nam błąd samoubóstwienia, czyli zakochania się we własnej doskonałości, co jest przejawem pychy, jednak zgodnie z nauką Tomasza z Akwinu (De veritate,q27 a2), Stwórca przez łaskę chce podnieść człowieka, którego stworzył:

Łaska podnosi nas na wyższy poziom i daje nam podobieństwo do Boga; uzdalnia nas do przyjęcia szczęścia nieskończonego, Bożej szczęśliwości, dla której Bóg nas stworzył.

## Aspekty świętości
1. Świętość konsekracyjna. W wielu religiach świętość jest pojmowana jako właściwość przynależąca wybranym osobom, miejscom, przedmiotom i ideom, która określa ich relacje do Boga. Np. w judaizmie wszystko co przynależy do Boga, jest święte: Przybytek – miejsce zamieszkiwania Boga, Naród Izraelski – jest nazywany narodem świętym, ponieważ jest szczególną własnością Boga, podobnie wszystkie naczynia i miejsca kultyczne. W tym aspekcie świętość (sacrum) oznacza to, co jest oddzielone od profanum.
2. Osobowa świętość konsekracyjna w praktyce jest czymś czego można się nauczyć (jak kiedyś chodzenia na dwóch nogach). Osiągnięcie tej umiejętności wiąże się z wysiłkiem i z praktycznym zaniechaniem dotychczasowego stylu życia (jak kiedyś raczkowania). Korzystanie z przywilejów świętości możliwe jest za uznaniem i akceptacją tych niewielu, którzy to potrafią, ponieważ przekaz świętości (uświęcenia) zasadniczo odbywa się od istoty do istoty a nie np. poprzez studiowanie pism czy słuchanie wykładów. Wyjątki od tej zasady są nader rzadkie.
Proces oddawania danej rzeczy, miejsca lub osoby Bogu nazywany jest poświęceniem.
Proces stawania się świętym określany jest terminem uświęcenie. W chrześcijaństwie wzorem świętości jest Jezus Chrystus: perfectus Deus, perfectus homo (doskonały Bóg, doskonały człowiek).
3. Świętość ontologiczna (metafizyczna). W wielu religiach świętość jest przymiotem wyłącznie Boga. Tylko Bóg ze swej natury jest święty.